# Rhagonycha complicans
Rhagonycha complicans es una especie de coleóptero de la familia Cantharidae.

## Distribución geográfica
Esta especie es endémica de Brasil.